# Велика Ведмедиця
Вели́ка Ведме́диця (лат. Ursa Major, українська історична назва — Вели́кий Ві́з) — сузір'я північної небесної півкулі. Третє за площею сузір'я на небі й найбільше сузір'я у Північній півкулі.
За рахунок великої площі, яку займає сузір'я на небі, в ньому розташовано три метеорні потоки, туманність Сова, багато яскравих для земного спостерігача галактик, а також окремих зір, що мають певні особливості (змінні, яскраві, одні з найближчих тощо).
Оскільки Велика Ведмедиця на території України спостерігається впродовж цілого року та є легко розпізнавальною, за допомогою неї можна орієнтуватися на небі. Наприклад, провівши пряму лінію через дві яскраві зорі — Мерака і Дубхе — можна знайти Полярну зорю, а отже — напрямок на північ.

Сузір'я відоме з античності і з'являється в культурах різних народів світу. 

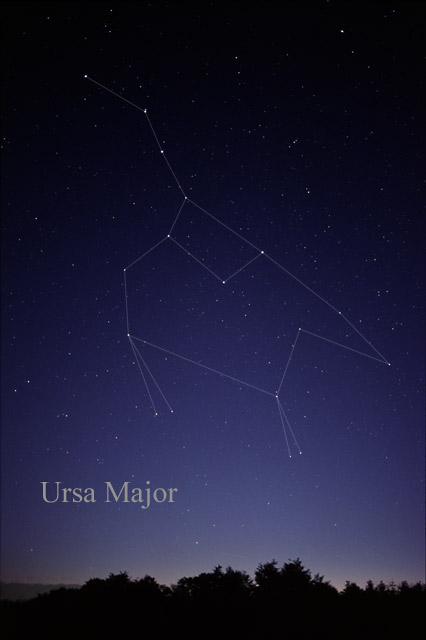
Велика Ведмедиця неозброєним оком.

## Морфологічні особливості
Велика Ведмедиця є третім за величиною сузір'ям на небі, займаючи площу 1280 квадратних градусів. Його можна побачити на широтах від +90° до –30°. Сусідніми сузір'ями є Волопас, Жирафа, Гончі Пси, Волосся Вероніки, Дракон, Лев, Малий Лев і Рись.
Сім зір сузір'я утворюють астеризм, відомий як Великий Віз або Великий Ківш. Назви цих зір: Алькайд, Міцар, Аліот, Мегрец, Фекда, Мерак та Дубхе. Чотири з них (всі, окрім Дубхе й Алькайда), насправді належать до тієї самої рухомої групи зір. Це означає, що ці зорі мають подібні власні рухи та походять із одного зоряного скупчення.

## Зорі
У списках наведені зорі, включені до Каталогу яскравих зір. Зоряні величини подані у фільтрі V.

#### Яскраві (m<3)
- Аліот (ε Великої Ведмедиці) — найяскравіша зоря сузір'я (1.77m), білий гігант, Ap-зоря спектрального класу A1III-IVpkB9[9]. Має паралакс 0,03951″, тобто знаходиться на відстані 82,5 світлового року від Землі[9]. Її особливостями є швидка зміна форми спектральних ліній[10], висока концентрація металів, зокрема заліза, хрому й титану в атмосфері зорі[11][12][13][14] і наявність кількох різних періодів змінності (0.95 доби, 5.09 доби та 4.15 року)[15]. Також було виявлено, що зоря подвійна, причому відстань між компонентами системи доволі значна[15].
- Дубхе (α Великої Ведмедиці) — подвійна зоря, що складається з компонентів спектральних класів G9III та A7.5, тобто система з жовтого гіганту і білої зорі[16][17]. Відстань від Землі — близько 123 світлових років; зоряна величина в фільтрі V складає 1.79m і є майже така сама, як у найяскравішої зорі сузір'я[16]. Відстань між компонентами системи також велика[18], відповідно період обертання дуже довгий — 44,5 року. Це значно ускладнює проведення спектроскоспічних спостережень для визначення мас зір у системі[19]. Також були виявлені пульсації однієї з зір, які мають відразу декілька частот[20][21][22][23]. У деяких наукових публікаціях спектральний клас більшої зорі дещо відрізняється: часто її позначають, як червоний гігант спектрального класу K[19][24][25].
- Алькайд (η Великої Ведмедиці, також відома як Бенетнаш) — яскрава блакитна зоря класу B3V, що має зоряну величину 1.86m та знаходиться на відстані 104 світлові роки від Землі[26]. У 1976 році цю зорю використовували для калібрування космічного телескопу OAO[27], а пізніше, у 1970-х і 1980-х роках, як спектроскопічний стандарт для калібрування інших інструментів[28][29]. Її особливостями є висока швидкість обертання навколо своєї осі ({\displaystyle v\cdot sin(i)=205} км/с)[30] і швидкі зміни форми ліній водню[31][32].
- Міцар (ζ Великої Ведмедиці) — компонент шестикратної зорі Міцар-Алькор[33][34]. Видима неозброєним оком одиночна зоря насправді є кратною зоряною системою з чотирьох компонентів: Aa, Ab, Ba та Bb. Згідно з постановами Міжнародного астрономічного союзу, назву Міцар варто застосовувати тільки до компонента Aa[35], однак часто всі чотири зорі об'єднуються під цією спільною назвою[36].
- Мерак (β Великої Ведмедиці) — хімічно-пекулярна Am-зоря[37] спектрального класу A1IVps, білий субгігант, що має зоряну величину 2.37m і розташований на відстані 84 св.р.[38]. Має нехарактерно слабке для цього типу зір магнітне поле,[39] а також газо-пиловий диск радіусом 47 а. о.[40][41].
- Фекда (γ Великої Ведмедиці) — подвійна зоря спектрального класу A0Ve+K2V (біла зоря + червоний карлик головної послідовністи) із зоряною величиною 2.44m, відстань — 83 св.р. Належить до подвійних зір з великою відстанню між компонентами[42][43][44], період обертання — 20,5 років, маса другої зорі системи — 0.8 M⊙[43].

#### Змінні (3–6.5m)
- μ Великої Ведмедиці — спектроскопічно-подвійна зоря з періодом обертання 230 діб, головна компонента — червоний гігант класу M0III, яка має пульсації з кількома частотами та хромосферну активність[45].
- θ Великої Ведмедиці — змінна зоря типу дельта Щита[46].
- κ Великої Ведмедиці — Ae-зоря Гербіга[47].
- Таянгшоу (χ Великої Ведмедиці) — зоря типу RR Ліри[48].
- υ Великої Ведмедиці — змінна зоря типу δ Щита[49].
- Алькор (80 Великої Ведмедиці) — змінна зоря (тип не вказаний)[50].
- 24 Великої Ведмедиці — змінна типу RS Гончих Псів[51].
- 83 Великої Ведмедиці (IQ Великої Ведмедиці) — напівправильна довгоперіодична змінна зоря[52][53].
- ρ Великої Ведмедиці — змінна зоря (тип не вказаний)[54].
- 18 Великої Ведмедиці (e Великої Ведмедиці) — змінна зоря типу δ Щита, яка має період близько 0.12 доби[55][56][57], також для цієї зорі була розрахована маса, яка становить 1.72±0.02 M⊙[58].
- 78 Великої Ведмедиці — змінна зоря (тип не вказаний)[59], в дослідженні 1981 року позначається, як подвійна зоря з періодом 107 років і масами компонентів 7.5 та 5.0 M⊙ відповідно[60].
- HR4072 (ET Великої Ведмедиці) — змінна типу RS Гончих Псів[61][62].
- 38 Великої Ведмедиці — змінна зоря (тип не вказаний)[63].
- HR3870 (CS Великої Ведмедиці) — повільна нерегулярна змінна зоря[64][65].

#### Близькі (3–6.5m)
У цьому підрозділі наведено зорі, що перебувають у сузір'ї Великої Ведмедиці і знаходяться на відстані не більш ніж 20 св.р. від Сонячної системи.
- Лаланд 21185 — одна з найближчих до Сонячної системи зір, що знаходиться на відстані 8.31 світлового року[67][68]. Також відома під назвами BD+36 2147, Глізе 411 та HD 95735. Є червоним карликом із зоряною величиною 7.5m. Навколо зорі обертається щонайменше 1 екзопланета, а також в 2022 році було висунуте припущення про наявність другої планети в системі[69]. Окрім того, зоря є змінною типу BY Дракона[70], на поверхні зорі відбуваються спалахи[71].
- Грумбридж 1618 — помаранчевий карлик, який розташований на відстані 15.886±0.002 св.р.[68][72][73]. Як і Лаланд 21185, є змінною типу BY Дракона та має спалахи[73]. Для цієї зорі проводився пошук потенційних екзопланет в 1989 році, однак відкриття планети не було підтверджене[74].
- Глізе 412 (WX Великої Ведмедиці) — червоний карлик на відстані 15.997±0.003 св.р.[75], який має зоряну величину 14.45m[68][76]. Є змінною типу UV Кита[77], сама зоря є компонентою подвійної системи, другий компонент якої також є червоним карликом[78]. Навколо зорі обертається екзопланета, подібна за масою до Юпітера, однак з коротким орбітальним періодом[79].

## Галактики

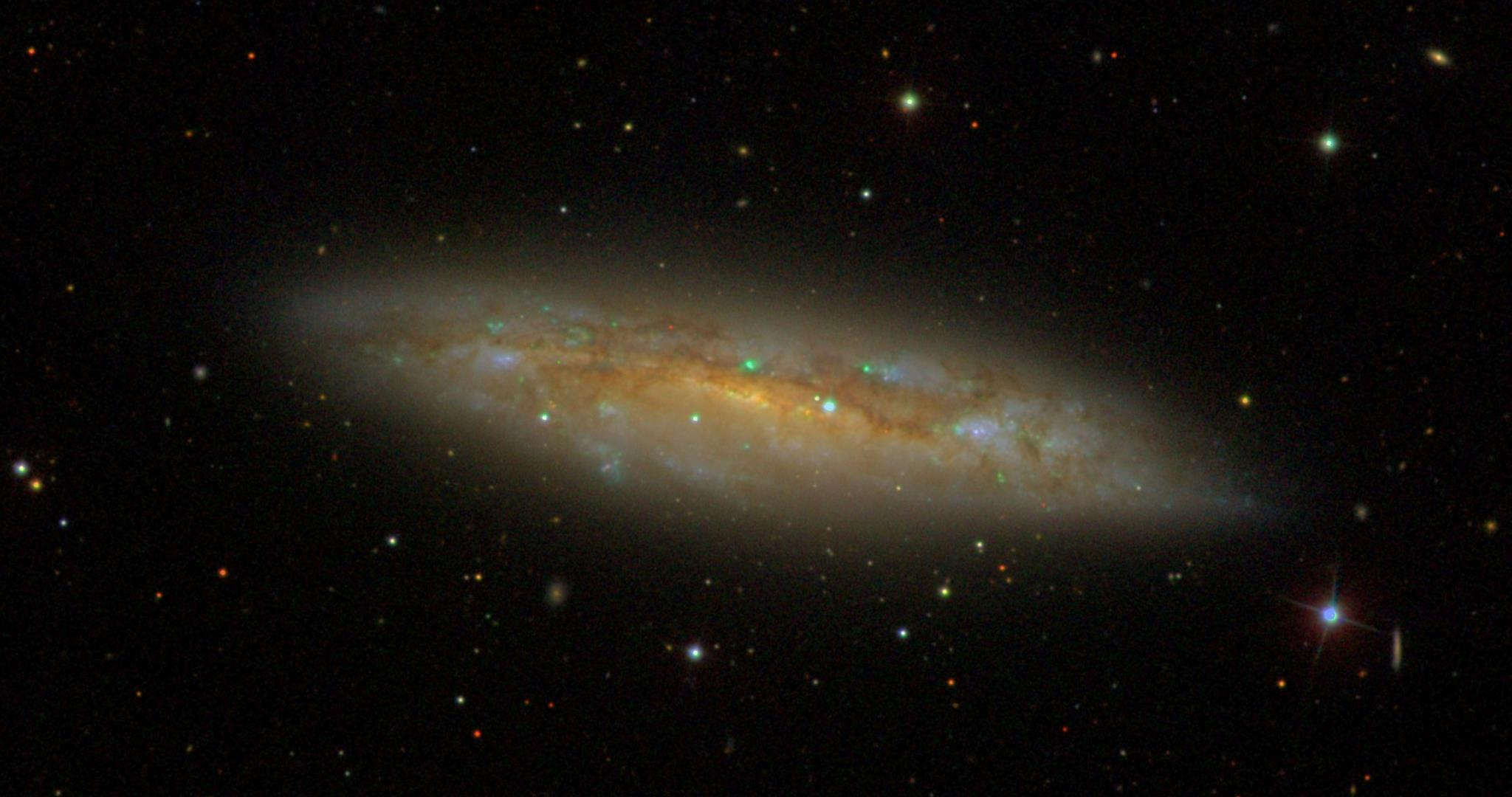
Мессьє 108 (М108)

- Галактика Боде (Мессьє 81, NGC 3031) — спіральна галактика з майже ідеальними рукавами, що доходять до самого центру. Галактика лежить на відстані приблизно 11.8 млн св.р. від Землі і має видиму зоряну величину 6.94m[80].
- Галактика Сигара (Мессьє 82, NGC 3034) — галактика з потужним зореутворенням. У центрі галактики розташована надмасивна чорна діра, навколо якої обертаються дві менші чорні діри. Галактика лежить на відстані від 11.4 до 12.4 млн св. р. від Землі і має видиму зоряну величину 8.41m[81].
- Галактика Цівочне Колесо (Мессьє 101, NGC 5457) — галактика, що входить в Атлас пекулярних галактик під назвою Arp 26. Галактика має видиму зоряну величину 7.86m і розташована на відстані 20.9 млн св. р. від Землі[82].
- NGC 3310 — ще одна спіральна галактика з активним зореутворенням, розташована на відстані 50 млн св. р. від Землі. Її яскраво-білий колір спричинений високою швидкістю утворення зір. Дослідження цієї та інших галактик з активним зореутворенням показали, що фаза зореутворення може тривати сотні мільйонів років, набагато довше, ніж уважалося раніше[83].
- Галактика Пилосос (Мессьє 109, NGC 3992) — спіральна галактика з перемичкою, розташована на відстані 83.5 млн св. р., що має видиму зоряну величину 10.6m[84].
- NGC 3838 — галактика типу S0-a. Відкривачем цього об'єкта є Фрідріх Вільгельм Гершель, який уперше спостерігав об'єкт 18 березня 1790. Галактика міститься в оригінальній редакції Нового загального каталогу.
- Галактика Дошка для Серфінгу (Мессьє 108, NGC 3556) — спіральна галактика з перемичкою. Галактика лежить на відстані приблизно 45.9 млн св. р. від Землі і має видиму зоряну величину 10.7m[85].
- Галактика Папільйона (IC 708) — галактика типу E (еліптична галактика). Цей об'єкт міститься в оригінальній редакції Індексного каталогу. IC 708 розташована на північ від небесного екватора.
- IC 2574 (Туманність Коддінгтона) — проміжна спіральна галактика (SABm). IC 2574 розташована поблизу північного полюса неба, і тому більшу частину року її можна спостерігати з північної півкулі.
- NGC 2787 — лінзоподібна галактика на відстані 24 млн св. р. NGC 2787 розташована поблизу північного полюса світу, і, таким чином, більшу частину року її можна спостерігати з північної півкулі[86].
- I Zwicky 18 — карликова неправильна галактика, розташована на відстані 59 млн св. р. від Землі[87]. Спектральні спостереження, отримані на наземних телескопах, указують, що I Zwicky 18 складається майже виключно з водню й гелію, що є елементами, утвореними під час Великого вибуху.

## Зоряні скупчення і групи зір

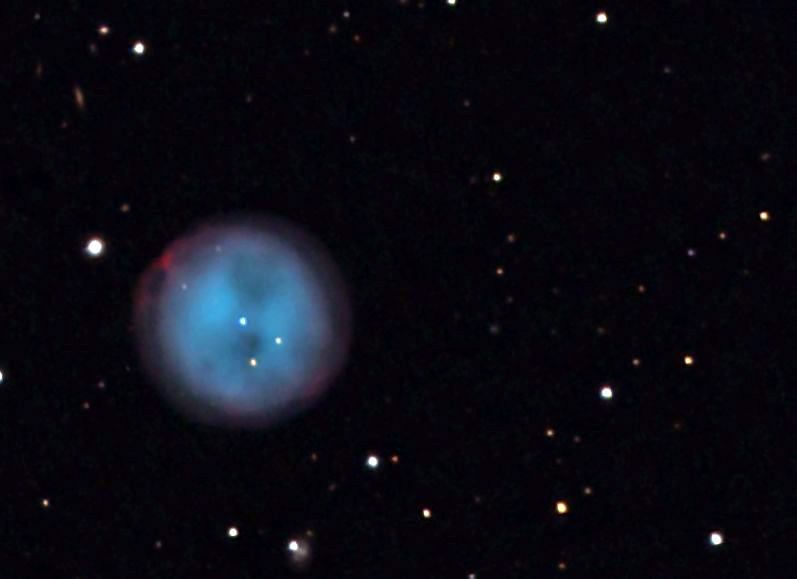
Туманість Сова (M97, NGC 3587)

- NGC 3231 — розсіяне зоряне скупчення, відкрите Джоном Гершелем. До складу скупчення входить близько 40 зір. Розташоване на відстані близько 1 кпк. Приблизний вік скупчення — 2 млрд років[88].
- Рухома група зір Великої Ведмедиці (Collinder 285) — найближча до Сонця рухома група зір, до якої входить більшість зір Великого Воза. Вважається, що колись вона була розсіяним скупченням, яке сформувалося близько 500 млн років тому. Таким чином, Великий Віз є одним з небагатьох астеризмів, зорі якого мають спільне походження[89].

## Інші особливості

### Туманність
Туманність Сова (M97, NGC 3587) — планетарна туманність, розташована на відстані приблизно 2600 св. р. від Сонячної системи. Її приблизний вік становить близько 8000 років. Туманність відкрив французький астроном П'єр Мешен 16 лютого 1781 року.

### Метеорні потоки
- Альфа Урсиди — незначний метеорний потік у сузір'ї Великої Ведмедиці[1]. Потік ймовірно створений кометою C/1992 W1 (Ohshita)[1][91].
- Каппа Урсиди — нещодавно відкритий метеорний потік, пік якого досягається між 1 та 10 листопада[2].
- Жовтневі Урсиди — були відкриті в 2006 році японськими дослідниками. Потік ймовірно створений довгоперіодичною кометою[3]. Пік цього метеорного потоку припадає між 12 та 19 жовтня.

### Позасонячні планети
HD 80606, сонцеподібна зоря в подвійній системі, обертається навколо спільного центру тяжіння з зорею HD 80607. Середня відстань між ними 1200 а.о. Дослідження, проведені в 2003 році, показують, що його єдина планета системи, HD 80606 b може бути гарячим Юпітером, за моделлю якого він розвивався на перпендикулярній орбіті близько 5 а.о. від зорі, навколо якої обертається. Передбачається, що ексцентриситет цієї планети, маса якої в 4 рази перевищуює масу Юпітера, зменшиться з часом за допомогою ефекту резонансу Лідова-Козаї. Однак зараз він знаходиться на дуже ексцентричній орбіті, яка коливається приблизно від 132 млн км в його апоцентрі до 4,6 млн км у перицентрі.

## Глибоке поле Габбла

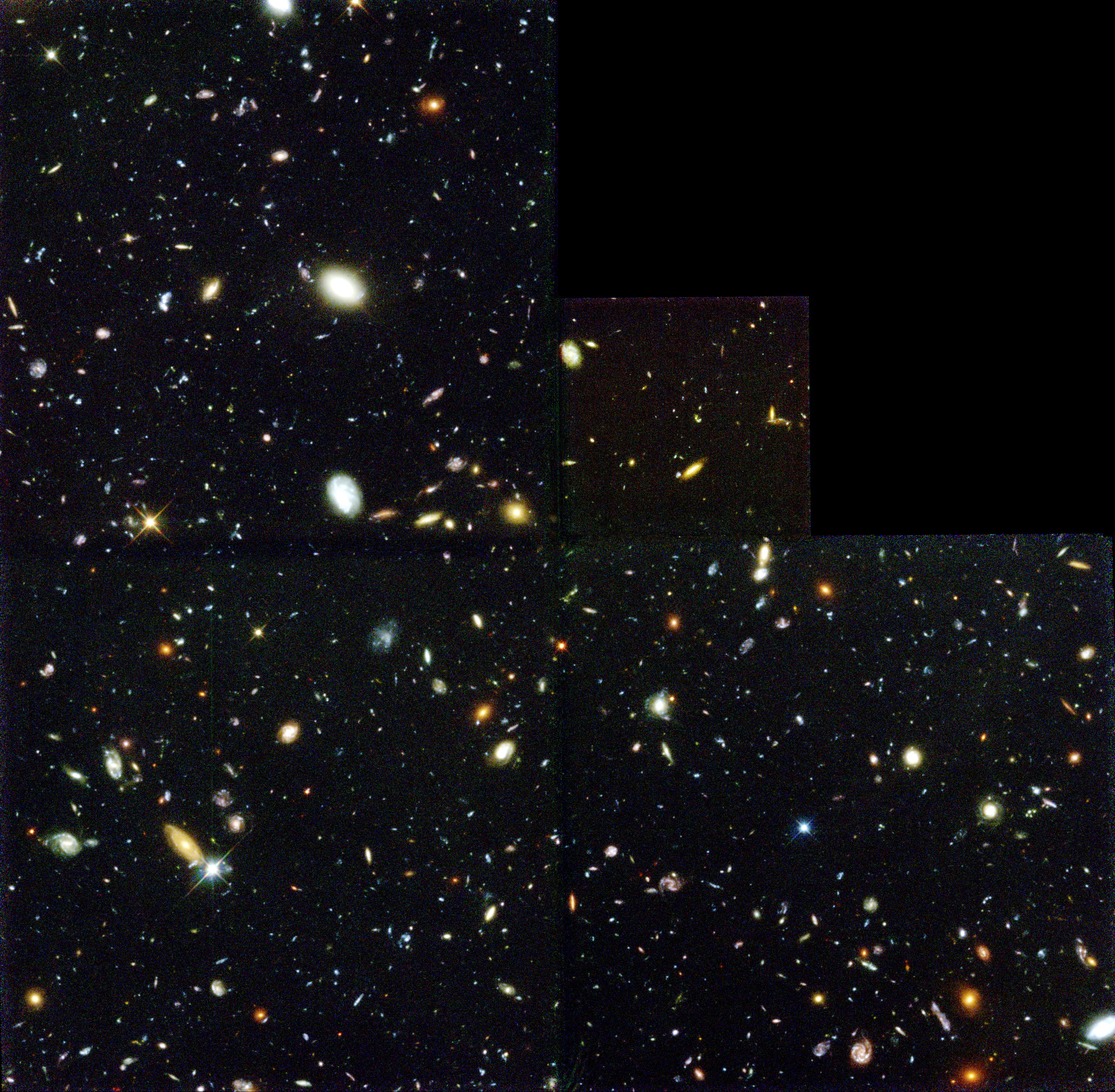
Глибоке поле Габбла

У сузір'ї лежить невелика ділянка глибокого космосу, яку ретельно досліджував космічний телескоп Габбла. Знімок складається з 342 окремих знімків, зроблених впродовж 18-28 грудня 1995 року. Містить понад 3000 об'єктів, здебільшого галактик, деякі з них є одними з найбільш віддалених та молодих галактик серед відомих.

## Орієнтування за допомогою Великої Ведмедиці
Завдяки специфічному розташуванню відносно інших сузір'їв та взаємному розташуванню яскравих зір в самому сузір'ї Великої Ведмедиці його використовують для пошуку інших сузір'їв або окремих яскравих зір на небі:  
- На продовженні лінії від Мерака (β) до Дубхе (α) розташована Полярна зоря (α Малої Ведмедиці). Відстань між Дубхе та Полярною зорею приблизно в 5 разів більша за відстань між Мераком та Дубхе.
- На продовженні лінії від Мегреза (δ) до Фекди (γ) розташовані Регул (α Льва) та Альфарда (α Гідри). Подальше продовження цієї лінії проходить через сузір'я Терезів, потім через сузір'я Дракона, а ще далі — через сузір'я Ліри та Оріона.
- На продовженні діагоналі Дубхе-Фекда розташована Спіка, найяскравіша зоря сузір'я Діви.
- На продовженні лінії від Мегреза (δ) до Дубхе (α) розташована до Капелла (α Візничого).
- На лінії, що є продовженням діагоналі від Мегреза (δ) до Мерака (β), розташований Кастор (α Близнят). Як і у випадку з полярною зорею, відстань до Кастора приблизно в 5 разів більша за відстань між цими двома зорями.
- На продовженні лінії, проведеної від Міцара до Алькайда, розташована зоря Арктур із сузір'я Волопаса. Іншим способом знайти Арктур є продовження лінії від Мерака до Фекди; відстань до Арктура дорівнює приблизно чотирьом відстаням між цими зорями.
- Зі сторони «хвоста» Ведмедиці, тобто поруч з зірями Міцар та Алькайд, розташоване сузір'я Гончих Псів.
- Продовження з'єднання зір Дубхе Великої Ведмедиці з Кохабом Малої Ведмедиці через Дракона проходить через сузір'я Лебедя.
- Продовжена лінія від Мерака до Полярної зорі проходить через сузір'я Пегаса.

## Історія

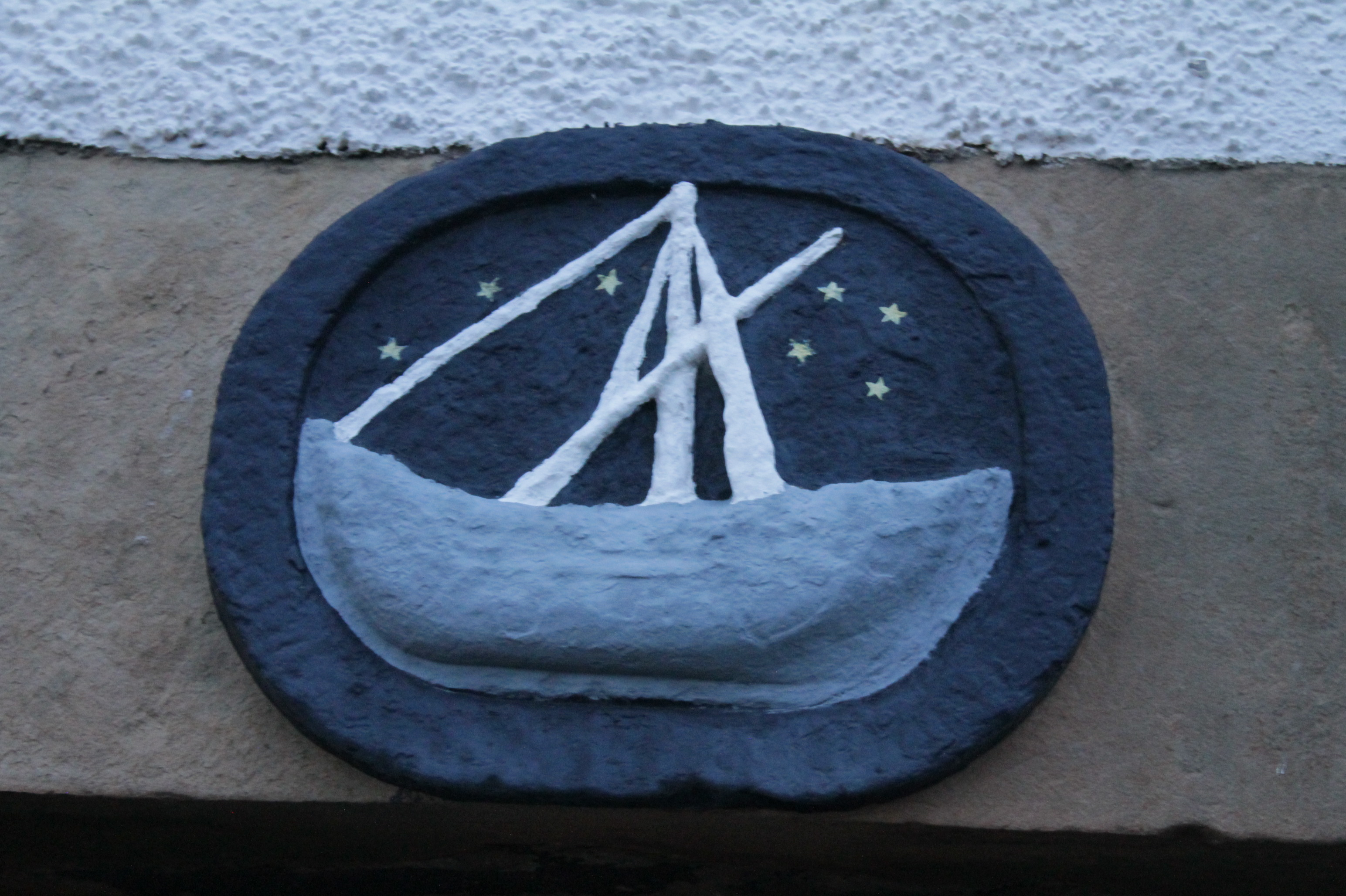
Зображення Великої Ведмедиці, Крейл, Шотландія, ~1700 рік н. е.

Сузір'я відоме з античності. Включене до каталогу зоряного неба Клавдія Птолемея «Альмагест», складеного в середині II століття. Давньогрецькою сузір'я називалося Μεγάλη Ἄρκτος (Megálē Árktos), звідки назва Арктика. Можливо, це одне з сузір'їв, які згадуються в Біблії в книзі Йова 9:9. Сузір'я Великої Ведмедиці згадували у своїх творах Гомер, Вільям Шекспір, Альфред Теннісон, Федеріко Гарсія Лорка (у «Пісні про місяць»). У давній фінській поезії це сузір'я також згадується.
Велика Ведмедиця була визначена як індоєвропейське сузір'я. Це було одне з 48 сузір'їв, перелічених астрономом Птолемеєм у II столітті нашої ери у його «Альмагесті», який назвав його Великим Сузір'ям (Arktos Megale).
Сучасні межі сузір'я, як і 87 інших, були затверджені Міжнародним астрономічним союзом в 1922 році.

## Велика Ведмедиця в різних культурах
Багато різних цивілізацій бачили сузір'я Великої Ведмедиці як ведмедя, зазвичай самку. Це може випливати із загальної усної традиції міфів, що тягнеться на понад 13 000 років у минуле. До того ж, згідно з багатьма загальними назвами, форма астеризму нагадує ківш, сільськогосподарський плуг або віз. У Сполучених Штатах і Канаді астеризм відомий як «Велика Ведмедиця», тоді як у Великій Британії його називають Плугом.

### Слов'янські міфи
Слов'янські (зокрема й українські) назви більшости сузір'їв пов'язані з господарською діяльністю. Так для Великої Ведмедиці поширеною була назва «Віз», а також кілька подібних: «Великий Віз», «Небесний Віз», «Чумацький Віз» і т. д.. Вважається, що ця назва походить від давніх германців, або що вона була спільною для германців і слов'ян, коли ці дві групи ще не були розділені (кін. ІІ — І тис. до н. е.). Також вживалися назви «Лось» або «Сохатий», які ймовірно були запозичені від фіно-угорських народів, головним заняттям яких було полювання.
В Україні зустрічалася також назва «Дівка воду несе». Вона пов'язана з уявленням про райдугу як про коромисло, яким Цариця Небесна бере воду з моря. Вважалося, що вночі це коромисло видно як сузір'я Великої Ведмедиці. У Причорномор'ї це сузір'я називали «Пастух з Ґирлиґою».
Зоря Алькор уявлялася українцям як миша, що гризе збрую коней, запряжених у Віз. Існував також варіант, що Алькор — це вуздечка між трьома конями і возом, і що коли вона порветься, настане кінець світу.

### Греко-римські міфи
У грецькій міфології Зевс (головний із богів, відомий як Юпітер у римській міфології) зажадав молодої жінки на ім'я Каллісто, німфи Артеміди (відомої римлянам як Діана). Ревнива дружина Зевса Гера (для римлян Юнона) дізнається, що Каллісто має сина на ім'я Аркас внаслідок її зґвалтування Зевсом, і перетворює Каллісто на ведмедицю як покарання. Каллісто, будучи у формі ведмедиці, пізніше зустрічає свого сина Аркаса . Аркас мало не пронизує ведмедя списом, але, щоб запобігти трагедії, Зевс піднімає їх обох у небо: так Каллісто стала сузір'ям Великої Ведмедиці, а Аркас — сузір'ям Волопаса. Овідій назвав Велику Ведмедицю Паррасійським Ведмедем, оскільки Каллісто походила із Паррасії, що в Аркадії.
Грецький поет Арат назвав це сузір'я Геліке («поворотне» або «звивисте»), тому що воно обертається навколо небесного полюса. В «Одіссеї» зазначається, що це єдине сузір'я, яке ніколи не занурюється за горизонт і «купається у хвилях океану», тому воно використовується як небесна точка відліку для навігації. Сузір'я також називали Плауструм, що з латини означає віз, запряжений кіньми.

### Індуїстські міфи
В індуїзмі Велика Ведмедиця відома як Саптаріші, кожна із зірок представляє одного із Саптарішів або семи мудреців (Ріші), а саме Бхрігу, Атрі, Ангірас, Васіштха, Пуластья, Пулаха та Крату. Той факт, що дві передні зірки сузір'їв вказують на полярну зірку, пояснюється благом, наданим богом Вішну хлопчикові-мудрецю Дхруві.

### Авраамічні релігії
Велика Ведмедиця є однією з небагатьох груп зір, згаданих у Біблії (Йов 9:9 ; 38:32 ; Оріон і Плеяди серед інших). Це сузір'я зображалось євреями також у вигляді ведмедя. «Ведмідь» було перекладено як «Арктур» у Вульгаті, і воно збереглося в перекладі Біблії короля Якова.

### Східноазіатські міфи
У Китаї та Японії Великий Віз називають «Північним Ковшем» 北斗 (китайська : běidǒu, японська : hokuto), і в стародавні часи кожна із семи зірок мала певну назву, яка часто походить із стародавнього Китаю:
- «Опорна» 樞 (кит.: shū яп.: sū) — Дубхе (α Великої Ведмедиці)
- «Прекрасний нефрит» 璇 (кит.: xuán яп.: sen) — Мерак (β Великої Ведмедиці)
- «Перлина» 璣 (кит.: jī яп.: ki) — Фекда (γ Великої Ведмедиці)
- «Баланс»[114]權 (кит.: quán яп.: ken) — Мегрез (δ Великої Ведмедиці)
- «Мірний стрижень з нефриту» 玉衡 (кит.: yùhéng яп.: gyokkō) — Аліот (ε Великої Ведмедиці)
- «Відкриття Ян» 開陽 (кит.: kāiyáng яп.: kaiyō) — Міцар (ζ Великої Ведмедиці)
- Алькаїд (η Великої Ведмедиці) має кілька назв: «Меч» 劍 (кит.: jiàn яп.: ken) (коротка форма з «Кінець меча» 劍先 (кит.: jiàn xiān яп.: ken saki)); «Мерехтливе світло» 搖光 (кит.: yáoguāng яп.: yōkō); «Зірка військової поразки» 破軍星 (кит.: pójūn xīng яп.: hagun sei), тому що подорож у напрямку цієї зірки вважалася невдачею для армії[комм 1].

У синтоїзмі сім найбільших зірок Великої Ведмедиці належать Аме-но-Мінаканусі, найстарішому та наймогутнішому з усіх камі.
У Південній Кореї це сузір'я називають «сім зірок півночі». У відповідному міфі вдова з сімома синами знайшла розраду у вдівця, але щоб дістатися до його дому, потрібно було перетнути струмок. Семеро синів, співчуваючи матері, поставили в річку каміння. Їх мати, не знаючи, хто поклав камені на місце, благословила їх, і, коли вони померли, вони стали сузір'ям.

### Індіанські міфи
Ірокези вважали, що Аліот, Міцар та Алькаїд — це три мисливці, що переслідують Велику Ведмедицю. За однією з версій їхнього міфу, перший мисливець (Аліот) тримає в руках лук і стріли, щоб вбити ведмедя. Другий мисливець (Міцар) несе на плечі велику каструлю — зірку Алькор — для приготування ведмедя, тоді як третій мисливець (Алькаїд) тягне купу дров, щоб розпалити під каструлею вогонь.
Вампаноаги (алгонкіанці) називали Велику Ведмедицю «maske», що означає «ведмідь», згідно з Томасом Мортоном у The New England Canaan.
Корінні американці Васко-Вішрам інтерпретували сузір'я як п'ять вовків і двох ведмедів, яких залишив у небі Койот.

### Германські міфи
Для скандинавських язичників Велика Ведмедиця була відома як Óðins vagn, «віз Одіна». Подібним чином Одін поетично згадується Кеннінгсом, наприклад vagna verr «охоронець воза».

### Уральські міфи
У фінській мові Великий Віз іноді називають старовинною фінською назвою Отава. Значення назви майже забуте в сучасній фінській мові; вона означає гребля для лосося. Стародавні фіни вірили, що ведмедів спускали на землю з Великої Ведмедиці, в золотому кошику, а коли ведмедя вбивали, його голову клали на дерево, щоб дух ведмедя міг повернутися до Великої Ведмедиці.
У саамських мовах Північної Європи частина сузір'я (тобто Великий Віз без Дубхе та Мераку) ідентифікується як лук великого мисливця Фавдна, якого на небі означає зоря Арктур. Основною мовою саамі, північно-саамською, це називається Fávdnadávgi («Лук Фавдна») або просто dávggát («Лук»). Сузір'я займає важливе місце в саамському національному гімні, який починається зі слів Guhkkin davvin dávggaid vuolde sabmá suolggai Sámieanan, що перекладається як «Далеко на півночі, під Луком, повільно відкривається Земля саамів». Лук є важливою частиною саамських традиційних розповідей про нічне небо, в яких різні мисливці намагаються переслідувати Сарву, Великого Північного Оленя — велике сузір'я, яке займає майже половину неба. Згідно з легендою, Фавдна готовий стріляти з лука щоночі, але вагається, оскільки він може влучити в Полярну Зорю, відому як Боахджі («Заклепка»), що призведе до того, що небо впаде та знищить світ.

### Міфи Південно-Східної Азії
Бірманською, Pucwan Tārā (ပုဇွန် တာရာ, bəzʊ̀ɴ tàjà) — назва сузір'я, що складається з зірок із голови та передніх ніг Великої Ведмедиці; pucwan (ပုဇွန်) — це загальний термін для ракоподібних, таких як креветки, краби, омари тощо.
Яванською мовою воно відоме як «лінтанг джонг», що означає "сузір'я джонг ". Аналогічно малайською це називається «bintang jong».

### Езотерика
У теософії вважається, що Сім Зірок Плеяд фокусують духовну енергію семи променів від Галактичного Логосу до Семи Зірок Великої Ведмедиці, потім до Сіріуса, потім до Сонця, потім до бога Землі (Санат Кумара), і, нарешті, через сім Майстрів Семи Променів до людського роду.

## В мистецтві
Український художник Олег Шупляк створив серію картин «Український космос», відкриту для глядачів у 2020 році. На кількох картинах зображено зокрема й Велику Ведмедицю. Сузір'я також зображене на картині Вінсента ван Гога «Зоряна ніч над Роною».

Серед прапорів та інших знамен зустрічається на ірландському прапорі праці, який був прийнятий Ірландською громадянською армією Джеймса Конноллі в 1916 році та на державному прапорі Аляски (разом з Полярною зорею).

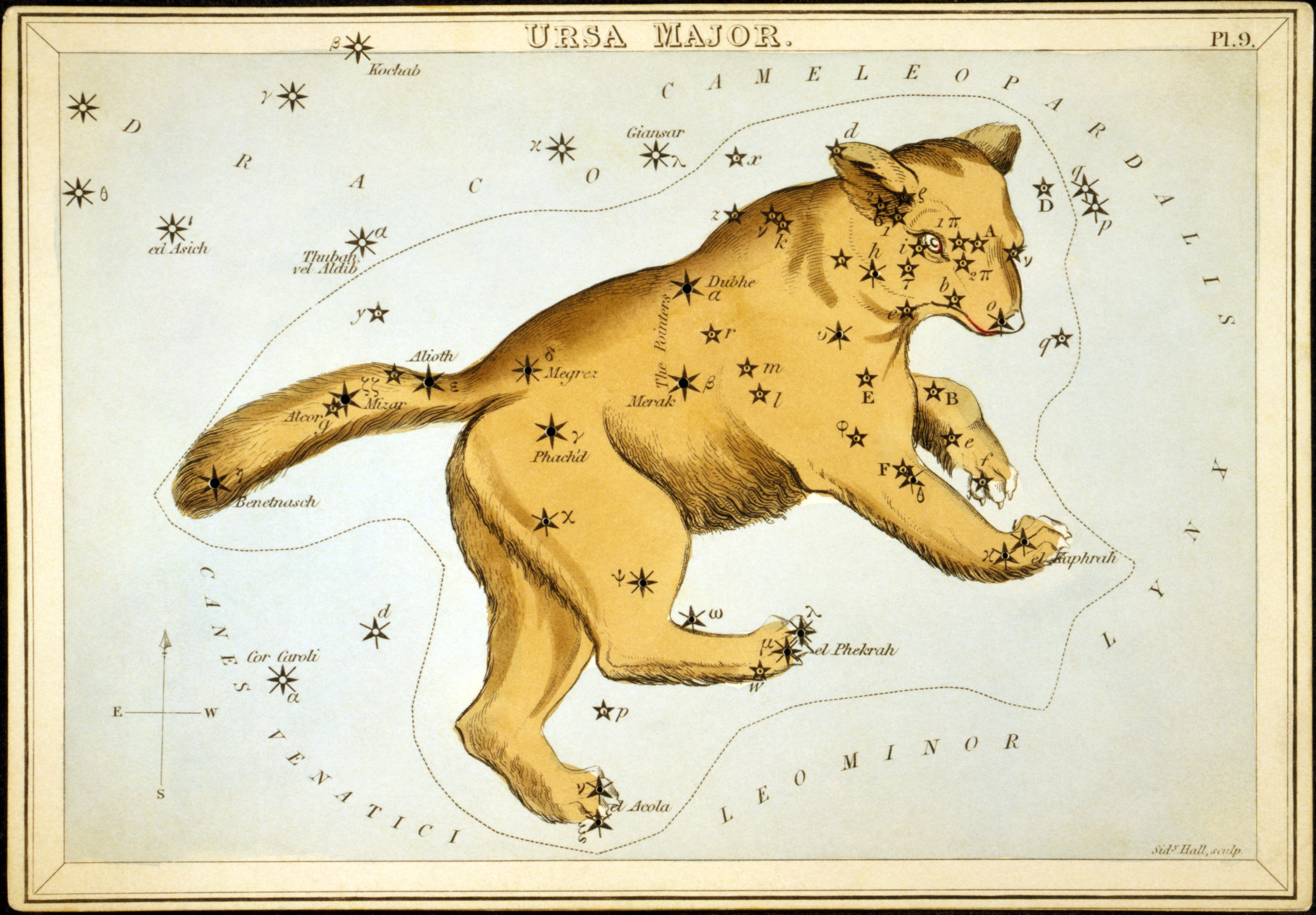
Сузір'я Великої Ведмедиці з «Дзеркала Уранії», набору тематичних карток, опублікованого в Лондоні бл. 1825 р.
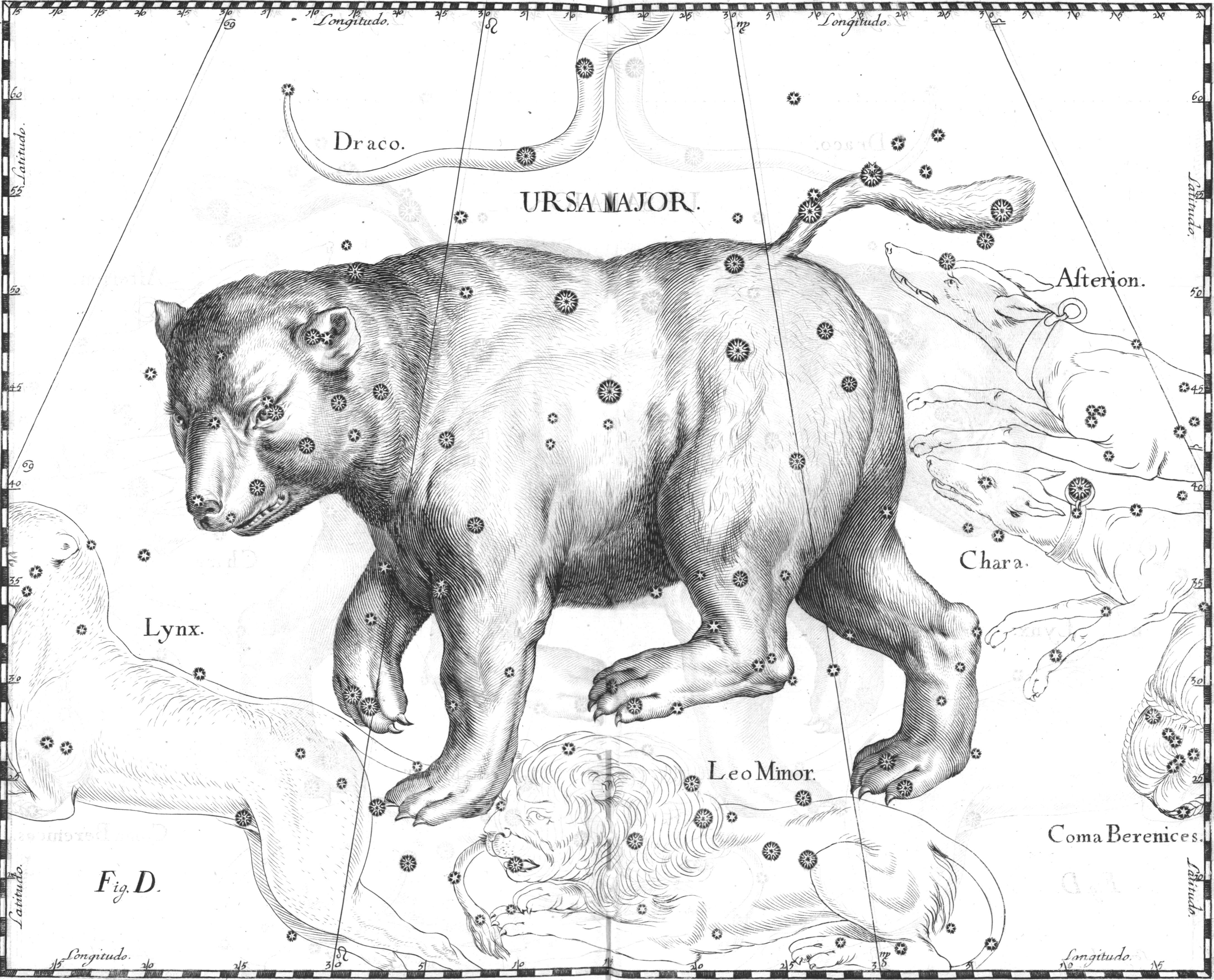
Сузір'я Великої Ведмедиці в атласі Яна Гевелія.
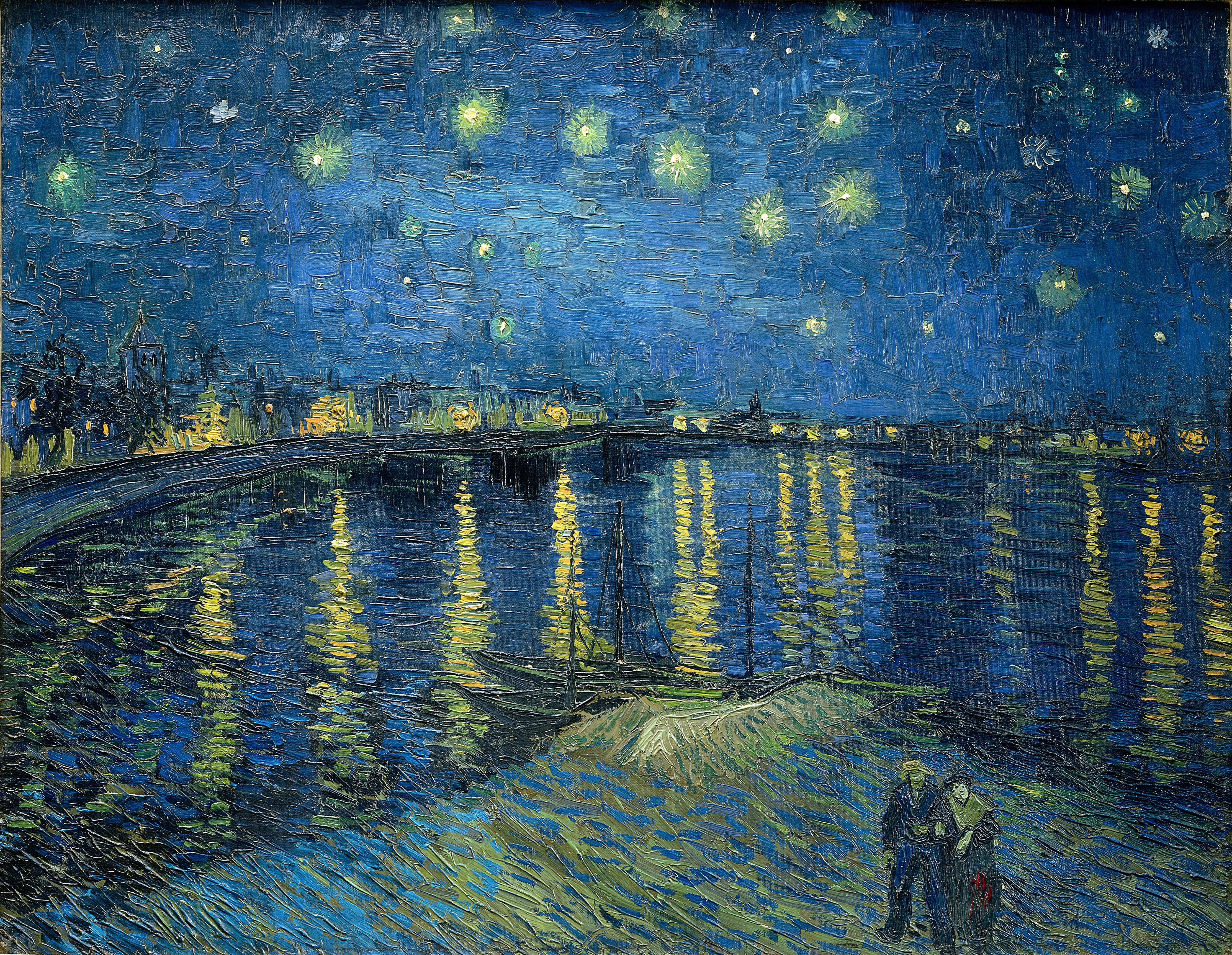
Зоряна ніч над Роною, картина Вінсента ван Гога.
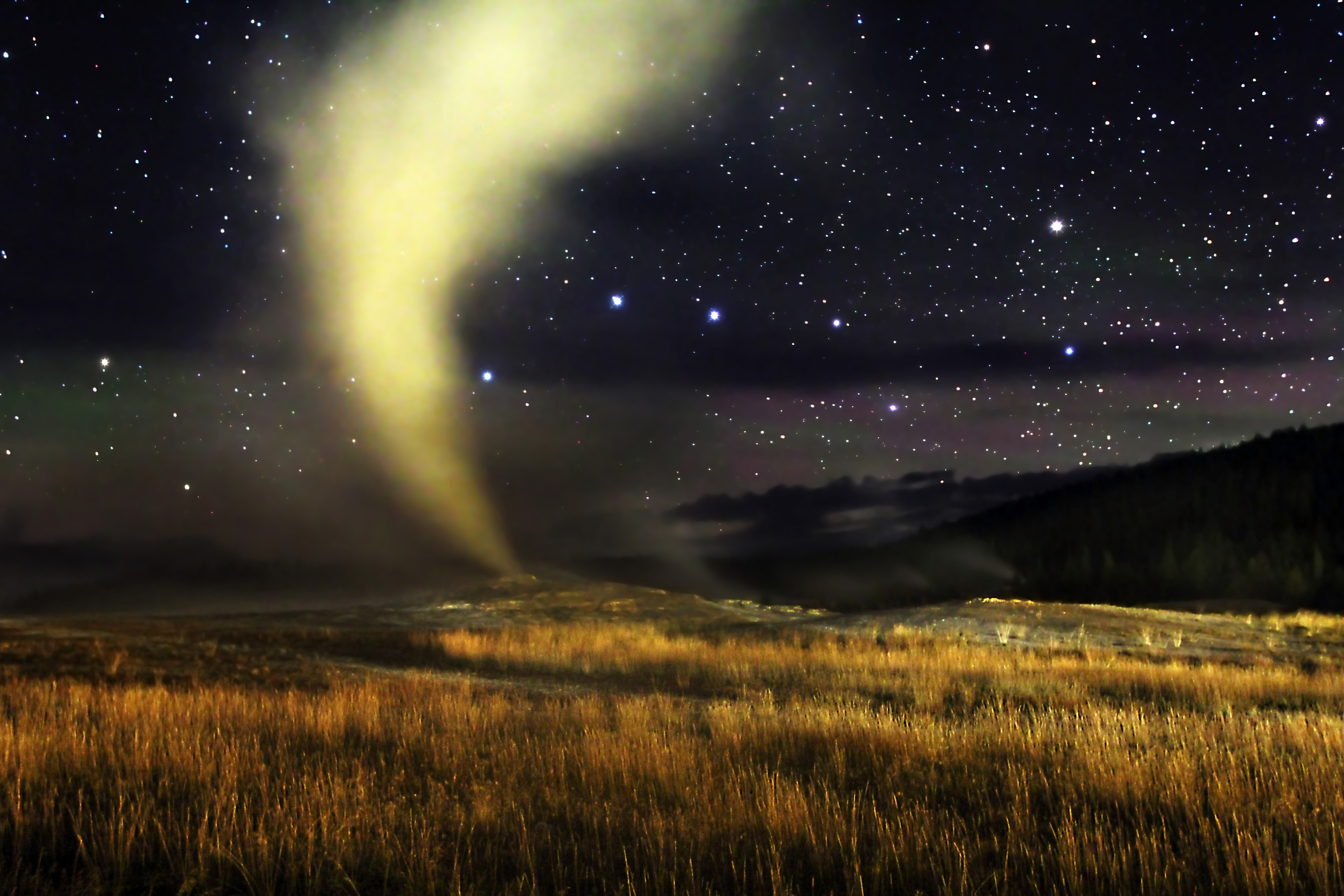
Гейзер Старий Служака в Єллоустонському парку і Сузір'я Великої Ведмедиці.